# معهد البحث والتطوير للهندسة الميكانيكية
معهد أف أس يو إي للبحث والتطوير في الهندسة الميكانيكية
( بالروسية : ФГУП Научно-исследовательский институт машиностроения) (المعروفة أيضًا باسم NIIMash )، هي شركة روسية لتصميم وتصنيع محركات الصواريخ المتخصصة في أجهزة الدفع الصغيرة. يقع في مدينة نيجنيايا سالدا ، منطقة سفيردلوفسك . بدأت الشركة كمصنع B-175 التابع لمعهد الأبحاث NII-1 ، حيث قام [[{{{1}}}|{{{1}}}]] [[:en:{{{1}}}|[الإنجليزية]]] بتوجيه تطوير أبحاث واختبار محركات الصواريخ السائلة.

## أنظر أيضا
- NII-1 — معهد الأبحاث الذي بدأ فيه NIImash.
- وكالة الفضاء الفيدرالية الروسية — الشركة الأم لـ KB KhIMMASH.

## روابط خارجية
- الصفحة الرسمية لنيماش

قالب:Roscosmos